# Genie Zhuo
Genie Zhuo Wen-Hsuan (cinese semplificato: 卓文萱; Taiwan, 20 gennaio 1986) è un'attrice e cantante taiwanese.
Avendo avuto successo come cantante, attualmente recita in varie serie televisive taiwanesi, e in un film. È anche conosciuta come Xuan Xuan (萱萱), che è uno dei suoi soprannomi.

## Profilo
Genie Zhuo è nata a Taiwan ed ha un fratello. Quando era al primo anno alla Fuho Junior High School della contea di Taipei, ha vinto varie competizioni di karaoke. Dopo aver seguito delle lezioni di canto, ha finalmente debuttato nel mondo dello spettacolo nel 2001.
Si è diplomata alla Hua Kang Art School, ma ha continuato a registrare album ed ha anche recitato in alcuni drama televisivi taiwanesi, inclusa la serie tv del 2007 Romantic Princess, dove ha recitato nel ruolo di Gong Mo Li. Ha partecipato anche al film taiwanese del 2006, Do Over (一年之初).

## Discografia

### Album
| Titolo inglese               | Titolo cinese        | Anno di pubblicazione |
| ---------------------------- | -------------------- | --------------------- |
| 1986 GENIE                   | 1986GENIE            | 2001                  |
| Lover of Herb Sound Track    | 香草戀人館電視原聲帶 | 2004                  |
| Holiday Dreaming Sound Track | 夢遊夏威夷電影原聲帶 | 2005                  |
| Be Used To                   | 習慣                 | 2006                  |
| Oxygenie of Happiness        | 幸福氧氣             | 2007                  |
| My Favourite Kind Of Genie   | 超級喜歡             | 2008                  |

## Filmografia

### Film
- Do Over (一年之初) - 2006

### Drama televisivi
- Fan Gun Ba! Dan Chao Fan/ Rolling Love (翻滾吧！蛋炒飯): Guan Xiao Shu (關小舒) - 2008
- 18 Jin Bu Jin (18禁不禁): Zhu Yi Xuan (朱亦瑄) - 2007
- E Nu Ah Chu (惡女阿楚): Wang Zhi Er (汪芷兒) - 2007
- Romantic Princess (公主小妹): Gong Mo Li (宮茉莉) - 2007
- Love Queen (戀愛女王): Yu Qiao Le (于巧樂) - 2006
- Engagement for Love (愛情經紀約): Zhu Ke Xin (朱可欣) - 2006